# Brothers (film 1912)
Brothers è un cortometraggio muto del 1912 diretto da George Field e prodotto dalla Champion Film Company di Mark M. Dintenfass. Il film fu l'unica prova da regista di Field, un attore che, nella sua carriera durata fino al 1924, avrebbe interpretato oltre duecento pellicole.

## Produzione
Il film fu prodotto dalla Champion Film Company, una compagnia indipendente che Dintenfass aveva fondato nel 1909, stabilendone gli studi a Fort Lee, nel New Jersey.

## Distribuzione
Distribuito dalla Motion Picture Distributors and Sales Company, il film - un cortometraggio di una bobina - uscì nelle sale cinematografiche USA il 24 aprile 1912.